# Joan Agut i Rico
Joan Agut i Rico (Barcelona, 29 de novembre de 1934 - Caldes de Montbui, 6 de novembre de 2011) fou un editor, crític literari i escriptor català.

## Biografia
Procedent d'una família de comerciants del barri de Sants, el seu pare Joan Agut i Roig formà matrimoni amb Dolors Rico i Simó, tingueren quatre fills, anomenats Josep (Pepe), Francesc (Paco), Joan i Dolors (Lola). La seva escolarització, en l'ambient de la immediata postguerra, fou molt irregular, raó per la qual la seva formació fou autodidàctica. La seva primera feina va ser vendre peix al mercat d'Hostafrancs als catorze anys. Després, ocupà d'altres oficis poc relacionats amb la literatura, alhora que militava al Front Nacional de Catalunya fins que el 1959 va emigrar a París per fer d'artista. En va tornar el 1961 i obrí una llibreria a la capital catalana. Com a resultat d'aquest contacte amb el món literari, començà a treballar com a editor, feina que desenvolupà durant 35 anys. Entre d'altres, va treballar per a les editorials Bruguera (1963-1973), on va obrir una línia d'edició en català, Edhasa (1977-1979), Barcanova (1990-1994), de la qual fou fundador, i Thassàlia (1995-1997), de la qual era propietari. Durant la transició milità a Convergència Democràtica de Catalunya. L'any 1978 va ser nomenat secretari tècnic de la junta de govern de l'Hospital de Sant Pau.
Des de 1977 publicà comentaris, ressenyes i crítiques de llibres al diari Avui. L'any 1997 es produí un gir en la seva carrera i, en jubilar-se com a editor, s'estrenà com a escriptor i, l'any 2000 va quedar finalista del premi Sant Jordi. L'any següent guanyà el Premi Pin i Soler de narrativa, dins dels Premis Ciutat de Tarragona. Aquell mateix any es va endur el prestigiós premi Crexells. L'any 2003 obtingué el premi Carlemany.
Morí el 6 de novembre de 2011 a Caldes de Montbui després d'una llarga malaltia.

## Obra
- 1995 El dia que es va cremar el Liceu
- 1999 Rescatats de l'ombra
- 2000 La mirada del cec
- 2001 Gombó i míster Belvedere
- 2001 La Via Làctia
- 2001 El mestre de Taüll
- 2002 L'arbre de la memòria
- 2003 Matadors & cia
- 2003 Pastís de noces
- 2004 Coses de família
- 2005 Rosa de foc
- 2006 Paradís
- 2007 Wagons-Lits

## Premis
- 2001 Premi Pin i Soler de narrativa per L'arbre de la memòria
- 2001 Joan Crexells per El mestre de Taüll
- 2003 Carlemany per Pastís de noces

## Fons
El seu fons personal es conserva a la Biblioteca de Catalunya.